# Slokar
Slokar je priimek, ki ga v Sloveniji po podatkih Statističnega urada Republike Slovenije na dan 1. januarja 2022 uporabljalo 237 oseb. Največ oseb s tem priimkom (174) živi v goriški statistični regiji. Priimek se po pogostosti uvršča na 1.774. mesto, v goriški statsitični regiji pa na 112. mesto.

## Znani slovenski nosilci priimka
- Andrej Slokar (* 1955), gospodarstvenik
- Andreja Slokar (* 1997), alpska smučarka
- Anton Slokar (1898–1982), trgovec, Tigrovec-politik in kulturni delavec
- Boris Slokar, muzealec
- Branimir Slokar (* 1946), pozavnist
- Danilo Slokar, slovenski politik v Italiji
- Darja Slokar (* 1975), diplomatka
- Elvi Slokar-Miklavec (* 1936), pedagoginja, prosvetna delavka
- Ivan Slokar (1884–1970), gospodarstvenik, gospodarski zgodovinar, izumitelj
- Jolanda Slokar (1942–2019), gospodarstvenica, političarka
- Jože(f) Slokar (1934–2022), gradbenik, gospodarstvenik in politik
- Jurij Slokar (* 1936), kemik
- Ludvik Slokar, vojaški častnik, načelnik manevrske strukture NZ v Pomurju
- Marjan Slokar (1938–2016), radijski novinar
- Marko Slokar (* 1952), okoljski inženir, politik
- Marko Slokar (* 1963), glasbenik kitarist in skladatelj
- Rajko Slokar (* 1936), bibliotekar, pedagog, pisatelj, prevajalec in publicist
- Tanja Slokar, ortopedska kirurginja
- Tjaša Slokar Kos, TV novinarka in urednica
- Tomaž Slokar, športni delavec in politik
- Uroš Slokar (* 1983), košarkar
- Zora Slokar, rogistka